# Fuscozetes tatricus
Fuscozetes tatricus är en kvalsterart som beskrevs av Seniczak 1993. Fuscozetes tatricus ingår i släktet Fuscozetes och familjen Ceratozetidae. Inga underarter finns listade i Catalogue of Life.